# اس‌ام یو-۱۲۲
اس‌ام یو-۱۲۲ (به انگلیسی: SM U-122) یک زیردریایی بود که طول آن ۸۱٫۵ متر (۲۶۷ فوت) بود. این زیردریایی در سال ۱۹۱۸ ساخته شد.